# Monsoon Futebol Clube
O Monsoon Futebol Clube é um clube brasileiro de futebol profissional da cidade de Porto Alegre, no Rio Grande do Sul. Ele manda seus jogos no Estádio Do Vale e suas cores são o preto, o branco e o dourado.

## História
O clube foi fundado em 22 de novembro de 2021, como clube-empresa, através de uma parceria entre seu presidente, o gaúcho Lucas Pires, empresário de renome no MMA, estando ao lado de Fabrício Werdum, Maurício Shogun, Serginho Moraes, dentre outros, e o Grupo Monsoon VP International, empresa sediada em Dubai.
Tem como CEO o indiano Sumant Sharma. O empresário do ramo de tecnologia participou da criação e venda da Acme Packet (líder no fornecimento global de tecnologia de controle de fronteiras de sessão) para a Oracle e tem a proposta de ajudar na construção e estruturação de um clube de forma diferenciada, voltado a formação de talentos.
Fez sua estreia no futebol profissional na Série B do Campeonato Gaúcho no dia 3 de julho de 2022 diante da equipe do FC Marau. O confronto aconteceu no Estádio João da Silva Moreira e o Monsoon FC venceu por 4 a 0.
Em 2024, o Monsoon FC conquistou um feito inédito ao subir para a primeira divisão do Campeonato Gaúcho de 2025, após bater o Passo Fundo nas semifinais da Série A2, com dois empates sem gols e vitória nos pênaltis. Na final, após dois empates sem gols, bateu o Pelotas nos pênaltis, conquistando a Série A2 pela primeira vez e o segundo título da sua história.

### Participações
|  | Participações em 2025 |

| Competição        | Competição        | Temporadas | Melhor campanha                | Estreia | Última | P | R |
| Rio Grande do Sul | Campeonato Gaúcho | 1          | 8º colocado (2025)             | 2025    | 2025   |   | – |
| Rio Grande do Sul | Série A2          | 2          | Campeão (2024)                 | 2023    | 2024   | 1 | – |
| Rio Grande do Sul | Série B           | 1          | Campeão (2022)                 | 2022    | 2022   | 1 |   |
| Rio Grande do Sul | Copa FGF          | 2          | Quartas de final (2022 e 2023) | 2022    | 2023   |   |   |

### Títulos
| ESTADUAIS | ESTADUAIS                    | ESTADUAIS | ESTADUAIS  |
|           | Competição                   | Títulos   | Temporadas |
| --------- | ---------------------------- | --------- | ---------- |
|           | Campeonato Gaúcho - Série A2 | 1         | 2024       |
|           | Campeonato Gaúcho - Série B  | 1         | 2022       |

### Treinadores
| Treinador            | Período   | Jogos | Aprov. | Títulos                           |
| -------------------- | --------- | ----- | ------ | --------------------------------- |
| Cristian Souza       | 2022      | 18    | 68,5%  | Campeonato Gaúcho 2022 - Série B  |
| Márcio Ebert         | 2023      | 22    | 63,6%  |                                   |
| Fábio Caponi         | 2023      | 6     | 44,4%  |                                   |
| Bruno Coutinho       | 2024-2025 | 20    | 60%    | Campeonato Gaúcho 2024 - Série A2 |
| China Balbino        | 2025      | 5     | 20%    |                                   |
| Guilherme Weisheimer | 2025      | 5     | 40%    |                                   |